# Liste von Brunnen in Göttingen
In dieser Liste von Brunnen in Göttingen sind Brunnen in der niedersächsischen Stadt Göttingen aufgeführt. Die Liste erhebt keinen Anspruch auf Vollständigkeit.
| Bezeichnung                     | Bild           | Standort | Künstler                                                                                       | Errichtung Einweihung | Weitere Informationen                                                              |
| ------------------------------- | -------------- | --- | ---------------------------------------------------------------------------------------------- | --------------------- | ---------------------------------------------------------------------------------- |
| Gänseliesel-Brunnen (Göttingen) | weitere Bilder | in der Innenstadt auf dem Markt vor dem Alten Rathaus (Lage)                                                                                | Heinrich Stöckhardt (Architekt) und Paul Nisse (Bildhauer)                                     | 1901                  | Der Brunnen mit einem Gänseliesel als Brunnenfigur gilt als Wahrzeichen der Stadt. |
| Brunnen Hiroshimaplatz          |                | Hiroshimaplatz, vor dem Neuen Rathaus (Lage)                                                                                                | Gestaltet wurde die Brunnenanlage vom Landschaftsarchitekturbüro Doktor Siegmann aus Hannover. |                       | Siehe                                                                              |
| Hirtenbrunnen (Göttingen)       | weitere Bilder | vor dem Groner Tor (Lage) | Wilhelm Rathkamp (Zierbrunnen) und Karl Gundelach (Skulptur)                                   | 1914                  | Dargestellt ist der städtische Kuhhirte Christian Friedrich Fraatz.                |
| Kleiner Reinsbrunnen            | weitere Bilder | im Stadtbezirk Oststadt oberhalb der Schillerwiese und im unteren Bereich des bewaldeten Hainbergs am unteren Rand des Molkengrundes (Lage) | Friedrich Küsthardt                                                                            | 1901                  | Brunnen mit Nixengrotte                                                            |
| Tiertrinkbrunnen (Göttingen)    | weitere Bilder | Kornmarkt 1 (Lage) |                                                                                                | 1981                  | Siehe                                                                              |
| Brunnen am Waageplatz           | weitere Bilder | Am Waageplatz (Lage) |                                                                                                | 1979                  | Siehe                                                                              |
| Brunnen (Weende)                |                | Weende, Theodor-Heuss-Straße 47/49, vor dem Gemeindehaus Sankt Christophorus (Lage)                                                         |                                                                                                |                       | Siehe auch: Liste der Baudenkmale in Göttingen#Weende; ID = 35881119               |

- Angerbrunnen / Klotzbrunnen[4]
- Brunnen am Thie[5]
- Brunnen Holtensen[6]
- Brunnen mit Weltkugel[7]
- Brunnenanlage Theaterplatz[8]
- Brunnentor im Geopark[9]
- Heerbrunnen[10]
- Nornenbrunnen[11]
- Kleine Welt[12]
- Reinsbrunnen[13] (siehe Datei:Reinsbrunnen im Molkengrund in Göttingen.jpg)
- Tränke Geismar[14]
- Weinbergquelle[15]